# 伴善男
伴 善男（ともの よしお、弘仁2年〈811年〉- 貞観10年〈868年〉）は、平安時代初期から前期にかけての公卿。参議・伴国道の五男。官位は正三位・大納言。伴大納言と呼ばれた。

## 経歴
弘仁2年（811年）伴国道の五男として誕生。生誕地については父・国道の佐渡国配流中に生まれたとされるが、京で出生したとする説、あるいは元来は佐渡の郡司の従者で後に伴氏の養子になったという説がある。なお、大伴氏は弘仁14年（823年）の淳和天皇（大伴親王）の即位に伴い、避諱のために伴氏と改姓している。
天長7年（830年）に校書殿の官人に補せられ仁明天皇に近侍すると、その知遇を受け次第に重用されるようになる。承和8年（841年）大内記、承和9年（842年）蔵人兼式部大丞を経て、承和10年（843年）従五位下・右少弁兼讃岐権守に叙任された。
承和13年（846年）の善愷訴訟事件では、当時の事務慣例に沿って行った訴訟の取り扱いが律令に反するとして、左大弁・正躬王を始め同僚の5人の弁官全員を弾劾し失脚させる。また、かつて大伴家持が所有し藤原種継暗殺事件の関与によって没収され、大学寮勧学田に編入されていた加賀国の100町余りの水田について、既に家持は無罪として赦免されているのに返還されないのは不当と主張し、強引に返還させたという。
その後は急速に昇進し、承和14年（847年）従五位上・蔵人頭兼右中弁、翌嘉祥元年（848年）には従四位下・参議兼右大弁に叙任され公卿に列す。仁明朝では議政官として右衛門督・検非違使別当・式部大輔を兼ねた。また、同年には
山崎橋の修復のために派遣された安倍安仁・源弘に同行している。
嘉祥3年（850年）文徳天皇の即位に伴い従四位上に昇叙すると、仁寿3年（853年）正四位下、斉衡元年（855年）従三位と引き続き順調に昇進を続けた。またこの間、皇太后宮大夫・中宮大夫を兼帯する一方、右大臣・藤原良房らと『続日本後紀』の編纂にも携わっている。
清和朝に入っても貞観元年（859年）正三位、貞観2年（860年）中納言と累進し、貞観6年（864年）には大納言に至った。伴氏（大伴氏）の大納言への任官は、天平2年（730年）の大伴旅人以来約130年ぶりのことであった。
貞観8年（866年）閏3月、応天門が放火される事件が起こると、善男は左大臣・源信が犯人であると告発した。源信の邸が近衛兵に包囲される騒ぎになったが、太政大臣・藤原良房の清和天皇への奏上により源信は無実とされた。8月になると応天門の放火は善男とその子であった中庸らの陰謀とする密告があり、拷問を受けたが、犯状否認のまま善男は犯人として断罪され、死罪とされたが、善男がかつて自分を抜擢してくれた仁明天皇のために毎年法要を行っていたという忠節に免じる形で罪一等を許されて流罪と決した。善男は伊豆国、中庸が隠岐国に流されたほか、伴氏・紀氏らの多くが流罪に処せられた（応天門の変）。
配流後の消息はよく分かっていないが、貞観10年（868年）配所の伊豆で死去したという。

## 人物
生まれつき爽俊（人品が優れている）な一方で、狡猾であり黠児（わるがしこい男）と呼ばれた。また、傲岸で人と打ち解けなかった。弁舌が達者で、明察果断、政務に通じていたが、寛裕高雅さがなく、性忍酷であったという。風貌は、眼窩深くくぼみ、もみあげ長く、体躯は矮小であった。

## 官歴
注記のないものは『六国史』による。
- 時期不詳：正六位上
- 天長7年（830年） 日付不詳：校書殿官人[11]
- 承和8年（841年） 2月：大内記[12]
- 承和9年（842年） 正月：蔵人[12]。8月11日：式部大丞[12]
- 承和10年（843年） 正月23日：従五位下。2月10日讃岐権介。11月28日：右少弁[12]
- 承和14年（847年） 正月7日：従五位上。正月10日：蔵人頭[12]。正月12日：右中弁
- 承和15年（848年） 正月7日：従四位下（越階）。2月2日：参議。2月3日：班河内和泉田使長官。2月14日：兼右大弁
- 嘉祥2年（849年） 正月：兼下野守[12]。2月27日：兼右衛門督。6月14日：検非違使別当[12]。9月26日：兼式部大輔、止右大弁[12]
- 嘉祥3年（850年） 3月22日：装束司（仁明天皇崩御）。4月17日：従四位上。4月：兼皇太后宮大夫[12]（皇太夫人・藤原順子）
- 嘉祥4年（851年） 正月11日：兼美作守
- 仁寿2年（853年） 5月：停検非違使別当[12]。9月兼式部大輔[12]
- 仁寿3年（853年） 正月7日：正四位下。4月：兼中宮大夫（中宮・藤原明子）
- 斉衡1年（854年） 正月16日：兼讃岐守、中宮大夫式部大輔如故。
- 斉衡2年（855年） 正月7日：従三位
- 天安2年（858年） 8月27日：装束司（文徳天皇崩御）。11月：皇太后宮大夫[12]（皇太夫人・藤原明子）
- 天安3年（859年） 正月13日：兼伊予権守。4月18日：正三位。12月21日：兼民部卿
- 貞観2年（860年） 正月16日：中納言
- 貞観6年（864年） 正月16日：大納言、皇太后宮大夫民部卿如元
- 貞観8年（866年） 9月22日：遠流（伊豆国）

## 系譜
- 父：伴国道[10]
- 母：不詳
- 生母不明の子女
  - 男子：伴中庸[10]
  - 男子：伴善魚[13]
  - 男子：伴善足[13]

## 子孫
伊豆市吉奈の善名寺には背銘に「伴氏二親生霊 善魚 善足」の文字が刻まれた仏像がある。「石井系図」は善魚と善足は善男の子と記しており、子孫は伊豆国の国司である大掾や掾になっている。善男の子孫は伊豆に土着し国衙に勤務する官人になったと推定されている。